# Sultanspecht
De sultanspecht (Chrysocolaptes lucidus) is een soort uit de familie van de spechten die alleen voorkomt op de Filipijnen. Van deze soort zijn sinds 2011 zes soorten afgesplitst.

## Kenmerken
De sultanspecht is een is gemiddeld 26,8 cm lang. Het mannetje heeft een karmijnrode rug en vleugels. De stuit is rood en de staart is zwart. De onderkant is licht goudgelig met donkere markeringen. De kop is okerkleurig met daarop een opvallend rode kuif. Het vrouwtje is veel doffer van kleur, haar kuif is roodachtig met zwart. De iris is rood.

## Verspreiding en leefgebied
Tot 2011 werden de volgende zes soorten als ondersoort van de sultanspecht beschouwd: roodkopgoudrugspecht, luzongoudrugspecht, geelkopgoudrugspecht, grote goudrugspecht, Ceylonese goudrugspecht en Horsfields goudrugspecht. Na deze afsplitsing zijn er nog drie ondersoorten van de sultanspecht:
- C. l. rufopunctatus: midden en oosten van de Filipijnen.
- C. l. montanus: Mindanao.
- C. l. lucidus: schiereiland Zamboanga in het westen van Mindanao en het eiland Basilan.

Het is een vogel van zowel primair regenwoud als wat ouder wordend secondair regenbos of bos met dichte ondergroei. Soms in bos bij menselijke nederzettingen, zowel in laagland als tot 1500 m boven de zeespiegel.

## Status
De grootte van de populatie is niet gekwantificeerd maar de soort wordt omschreven als tamelijk algemeen. Op de Rode lijst van de IUCN heeft deze soort de status niet bedreigd.